# Вила Опичина
Опчине (италијански Опичина) су насеље у Италији у округу Трст, региону Фурланија-Јулијска крајина.
Према процени из 2011. у насељу је живело 8009 становника. Насеље се налази на надморској висини од 325 м.